# Pétéca
 (juin 2015).
Si vous disposez d'ouvrages ou d'articles de référence ou si vous connaissez des sites web de qualité traitant du thème abordé ici, merci de compléter l'article en donnant les références utiles à sa vérifiabilité et en les liant à la section « Notes et références ».

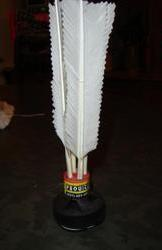
Une pétéca.

La pétéca est un sport traditionnel brésilien, mélange de badminton, de volley-ball et de pelote basque.
Le jeu consiste à s'échanger à la main la pétéca, sorte de gros volant formé de quatre grandes plumes sur une base en caoutchouc entre deux joueurs de part et d'autre d'un filet.

## Histoire
La pétéca  était pratiquée en tant qu’activité ludique par les indiens de la tribu « Tupi, bien avant l’arrivée des Portugais au Brésil. 
C’est en 1920, lors des 5e Jeux olympiques, que ce jeu fait son apparition en Europe. Les nageurs de la délégation brésilienne s'y adonnait pour s'entraîner. Dès lors, la pétéca passe des terrains informels à des aires de jeu de plus en plus officielles, jusqu’à s’organiser en fédérations. La Fédération Française de Pétéca (FFP) a été créée en février 1997 par Jean-François Impinna, international de rugby du Racing Club de France.
Aujourd’hui, le Brésil compte plus d’un million de pratiquants et un peu plus de 15 000 clubs.
En mai 2006, le premier championnat du monde de pétéca organisé ailleurs qu’au Brésil a eu lieu à Sannois, en France.
La France dispute tous les deux ans les championnats du monde qui généralement ont lieu au Brésil, aussi bien à Belo Horizonte qu’à Curitiba.

## Règles de jeu
La pétéca peut se pratiquer sur tout type de surface, mais uniquement sur du « dur » en compétition officielle. Contrairement au badminton, elle se joue sans raquette, puisque les joueurs utilisent leurs deux mains pour frapper la pétéca aussi bien de la main droite que de la main gauche (jamais les deux en même temps). La pétéca est un sport ambidextre.
La pétéca se frappe avec la paume de la main, et doit être projetée au-dessus du filet. Il faut la frapper en la poussant, mais sans l’accompagner, sans la « coller » ni la toucher deux fois. Un frappé est réussi lorsque, après s’être retournée sur elle-même dans une trajectoire plutôt tendue, la pétéca redescend socle en avant.
Le service est un geste simple d’envoi (service cuillère, pétéca frappée de bas en haut) ou smashé qui s'effectue derrière la ligne de fond de court, pieds décalés, jambe d’appui fléchie et en avant, épaules parallèles (à la ligne de fond de court par exemple). La pétéca se saisit par le petit rond en plastique, avec deux doigts (entre le pouce et l’index), plumes dirigées vers le camp adverse. La main qui la maintient ne doit pas bouger lors de la frappe car c’est elle qui va influencer la précision du tir.

## Déroulement du jeu
Le terrain : en simple il a pour dimensions 15 × 5,5 m, en double 15 × 7,5 m.
Le filet : en compétition, pour les hommes il s'établit à 2,43 m de hauteur, pour les femmes à 2,24 m comme pour la catégorie 13/15 ans et pour les enfants de 8 à 12 ans, à 2 m. 
La pétéca se joue en 2 sets gagnants de 12 points ou au meilleur des 20 minutes. Une équipe marque un point uniquement sur son service. L’équipe qui attaque a 20 secondes pour marquer le point sinon le service passe à l’adversaire.
Le changement de côté s’effectue quand une des deux équipes atteint 6 points où au bout de 10 minutes.
L’équipe qui marque le point d’un échange sert pour l’échange suivant. En double, le service est alterné entre les joueurs comme au badminton.
Fautes :
- lorsque la pétéca retombe dans votre propre camp ou à l’extérieur du terrain, lignes exclues (si un joueur retourne une balle « faute », on considère que la pétéca est toujours en jeu) ;
- lorsqu'elle passe en dessous du filet ;
- lorsqu’elle est accompagnée et non frappée ;
- lorsqu’elle est touchée des deux mains ;
- si elle est touchée avec une autre partie du corps ou si elle est touchée 2 fois ;
- lorsqu’un joueur passe ses mains du côté adverse ;
- faute au service : si elle passe en dessous du filet, touche le filet ou tombe à l’extérieur du terrain (ou en double, lorsqu’elle est touchée par un autre membre de l’équipe avant de passer dans le camp adverse).

## Variantes
Il existe un dérivé de la pétéca qui se nomme l’Indiaka dont les volants et les règles diffèrent totalement de celles de la pétéca puisque le nombre de joueurs sur le terrain est plus important (comme le volley ball), les joueurs peuvent se faire des passes et le filet est aussi haut que celui du badminton.